# Ombilin
Ombilin je uhelný důl na ostrově Sumatra, v indonéské provincii Západní Sumatra. Nachází se v úzkém údolí podél pohoří Barisanského pohoří v blízkosti města Sawahlunto, které vzniklo souběžně s dolem. Je znám jako jedno z největších a nejstarších míst těžby uhlí v jihovýchodní Asii. Uhlí objevil v polovině 19. století nizozemský inženýr Ir. de Gereve, a těžba byla spuštěna v 1876. Největšího rozmachu dosahovala těžební aktivita v pozdním 19. století a na začátku 20. století. Samotný důl Ombilin, stavby v Sawahlunto spojené s těžbou, s ale i části železnici spojující důl s přístavem v Padangu byly v roce 2019 zapsány na seznam světového kulturního dědictví UNESCO.
Při zápisu na seznam památek UNESCO bylo zdůrazněno, že celý průmyslový areál postavený pro těžbu, zpracování a přepravu kvalitního uhlí v nepřístupném regionu ostrova, byl realizován vládou nizozemské Východní Indie v globálně důležitém období industrializace od konce 19. do začátku 20. století. Pracovní síla byla najímána z řad místního obyvatelstva Minangkabau a byla doplněna jávskými a čínskými smluvními pracovníky a odsouzenými dělníky z Nizozemskem kontrolovaných oblastí. Zahrnuje těžební místo a město, sklady uhlí v přístavu Emmahaven a železniční síť spojující doly s pobřežními zařízeními. Důlní těžba uhlí Ombilin byla postavena jako integrovaný systém, který umožnil efektivní těžbu, zpracování, železniční a lodní přepravu uhlí pocházejícího z hlubiného dolu. Je to také vynikající doklad o výměně a fúzi mezi místními znalostmi a postupy a evropskými technologiemi.

## Fotogalerie

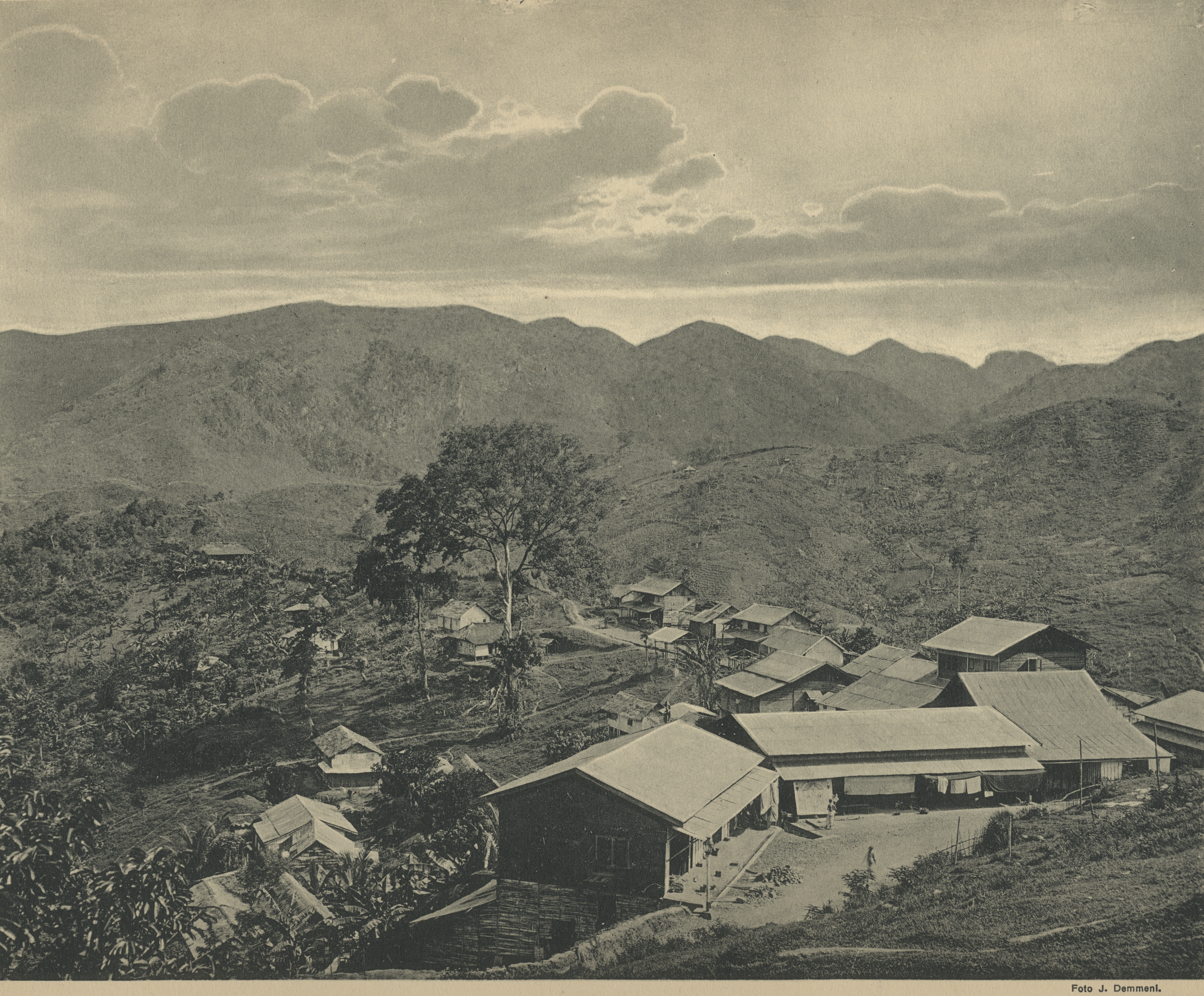
foto z přibližně 1915
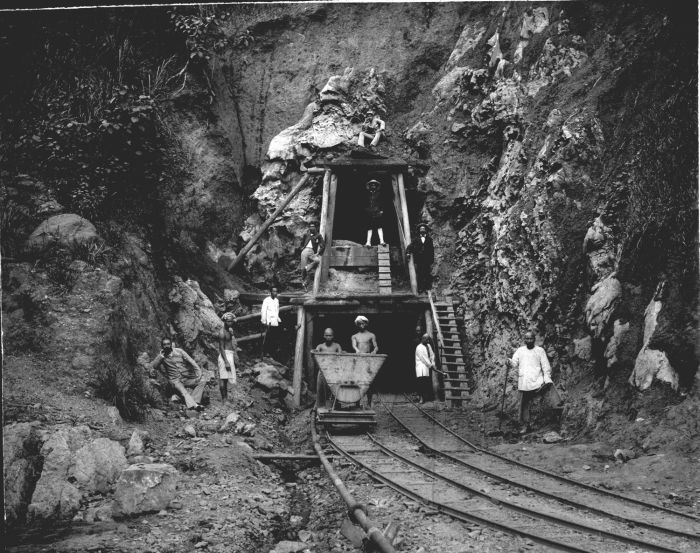
foto z přibližně 1900
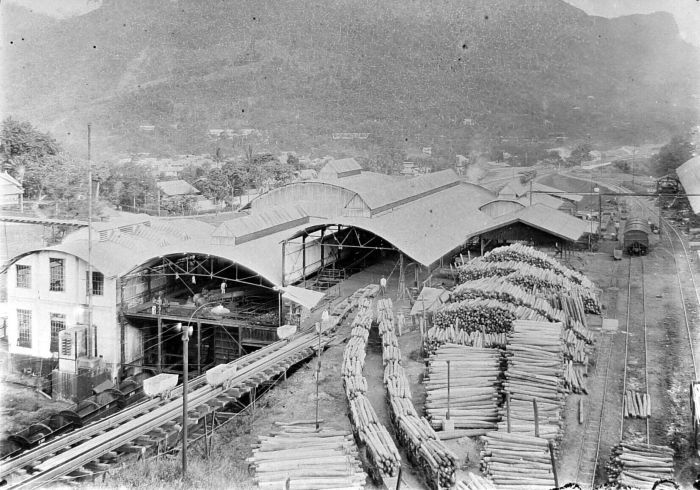
foto z přibližně 1920
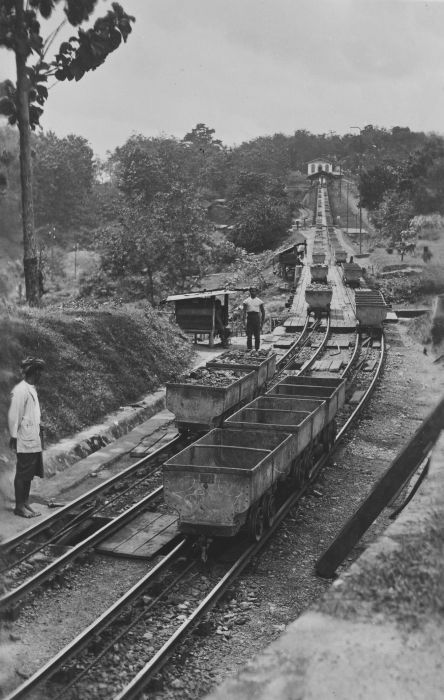
foto z přibližně 1920